# Calbuco (gemeente)
Calbuco is een gemeente in de Chileense provincie Llanquihue in de regio Los Lagos. Calbuco telde 33.985 inwoners in 2017.